# Aam Aadmi Party

Altes Parteilogo

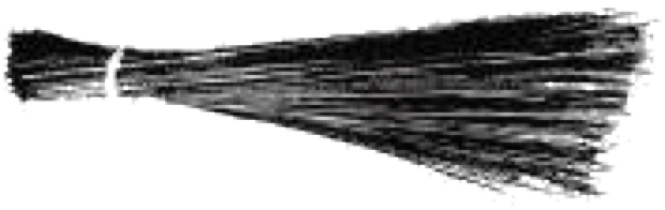
Der Kehrbesen, das Parteisymbol der Aam Aadmi Party

Aam Aadmi Party (AAP) (Hindi: आम आदमी पार्टी; Urdu: عام آدمی پارٹی „Partei des einfachen Mannes“) ist eine politische Partei in Indien. Die Partei ging aus der Anti-Korruptionsbewegung hervor und wurde im November 2012 unter der Führung von Arvind Kejriwal gegründet. Die Partei hat zwei regionale Schwerpunkte: die Bundeshauptstadt Delhi und den Bundesstaat Punjab. Sie dehnt ihren Aktionsradius jedoch zunehmend auch auf andere Bundesstaaten aus. Nach ihrem relativen Wahlerfolg bei der Parlamentswahl in Gujarat im Dezember 2022 hatte die AAP formal die Kriterien erfüllt, um durch die Indische Wahlkommission als „Nationale Partei“ (im Sinne von „Partei von landesweiter Bedeutung“) anerkannt zu werden.

## Geschichte

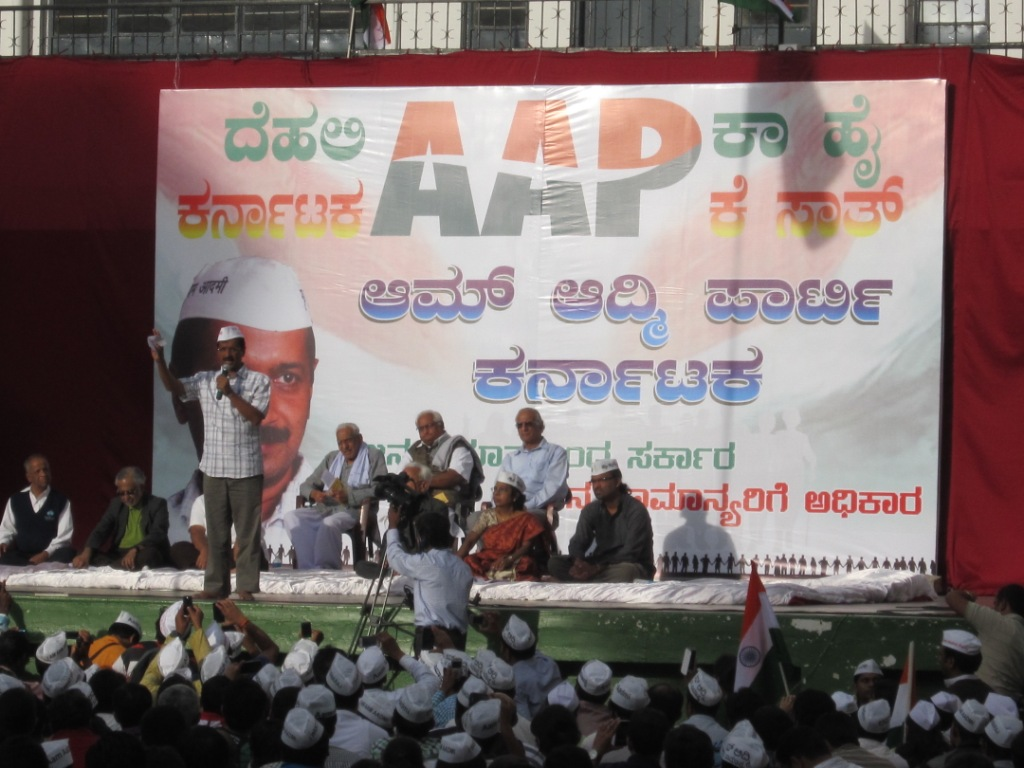
Arvind Kejriwal bei einer Parteiveranstaltung in Bangalore (Juli 2013)

Die Wurzeln der AAP liegen in der India-Against-Corruption-Bewegung um den Aktivisten Anna Hazare. Hazare trat im April 2011 in den Hungerstreik, um die indische Regierung zum Erlass einer strengeren Anti-Korruptions-Gesetzgebung zu zwingen. Hazares Aktivismus weitete sich bald zu einer indienweiten Massenbewegung aus. Im Laufe des Jahres 2012 kam es in der Führungsriege der Anti-Korruptionsbewegung, dem sogenannten Team Anna, zu einer Spaltung um die Frage der politischen Partizipation: Während Hazare sich dafür aussprach, nicht an der Parteipolitik teilzunehmen, wollte eine Fraktion um Arvind Kejriwal eine Partei gründen, um das politische System von innen zu ändern. Am 26. November 2012, dem Jahrestag des Inkrafttretens der indischen Verfassung, wurde die AAP in Delhi formell gegründet. Im März 2013 registrierte die indische Wahlkommission die AAP offiziell als Partei.

## Wahlergebnisse

### Delhi
Die AAP nahm bei den Regionalwahlen im Hauptstadtterritorium Delhi am 4. Dezember 2013 erstmals an Wahlen teil. Als Ergebnis der Wahl gewann die Partei 28 von 70 Wahlkreisen und wurde zweitstärkste Kraft hinter der hindunationalistischen Bharatiya Janata Party (BJP), während die bis dahin regierende Kongresspartei deutlich abgestraft wurde und auf den dritten Platz zurückfiel. Da keines der drei Lager eine eigene Mehrheit erringen konnte und die Parteien im Vorfeld der Wahl jeweils eine Zusammenarbeit miteinander ausgeschlossen hatten, folgte eine politische Pattsituation. Schließlich entschied sich die AAP, eine Minderheitsregierung mit Unterstützung der Kongresspartei zu bilden. Am 28. Dezember 2013 wurde Arvind Kejriwal als Chief Minister (Regierungschef) Delhis vereidigt. Nach weniger als zwei Monaten trat Kejriwal aber wieder zurück, weil ein aus Sicht der AAP wichtiges Anti-Korruptionsgesetz im Parlament blockiert wurde. Der Vizegouverneur stellte Delhi daraufhin am 16. Februar 2014 unter President’s rule.
Aam Aadmi Party (AAP)

Bharatiya Janata Party (BJP)

Kongresspartei (INC)

Janata Dal (United) (JD(U))

Shiromani Akali Dal (SAD)

Bei der gesamtindischen Parlamentswahl 2014 trat AAP in mehreren Bundesstaaten an und gewann 4 Sitze (von insgesamt 543 möglichen). Alle vier gewonnenen Wahlkreise lagen im Punjab. Landesweit erhielt sie 11,3 Millionen Stimmen (2,0 %).
Am 7. Februar 2015 fanden erneut Wahlen zum Regionalparlament von Delhi statt. Dabei gewann die AAP 54,3 % der Stimmen und 67 von 70 Wahlkreisen (96 %). Die BJP gewann 32,2 % der Stimmen und 3 Wahlkreise. Es war die erste schwere Wahlniederlage der BJP nach ihrem Wahlsieg bei der Parlamentswahl 2014. Arvind Kejriwal wurde in einer öffentlichen Zeremonie am 14. Februar 2015 vor Tausenden seiner begeisterten Anhänger zum zweiten Mal als Regierungschef von Delhi vereidigt. In einer Ansprache erklärte er, dass er die „V.I.P.-Kultur“ in der indischen Politik, die Politikern ungerechtfertigte Privilegien einräume, beenden wolle („We want to end the VIP culture in this country“).
Nach dem Gewinn der Wahl in Delhi 2015 kam es zu innerparteilichen Querelen in der AAP. Parteiführer Arvind Kejriwal ließ zwei seiner engsten Mitarbeiter und Mitgründer der AAP, Yogendra Yadav und Prashant Bhushan aus den Führungsgremien der Partei ausschließen, nachdem sie seinen Führungsstil kritisiert hatten. Politische Kommentatoren zeigten sich desillusioniert. Es erweise sich damit, dass die AAP doch letztlich „eine durch eine Person dominierte Institution sei und nicht die politische Kooperative, für die sie viele gehalten hatten.“ („It teaches us that the AAP is a form of sole proprietorship, not the political cooperative that many thought it was.“)
Die Wahl zum Parlament des Unionsterritoriums Delhi am 8. Februar 2020 konnte die AAP erneut für sich entscheiden (53,6 % der Stimmen und 62 gewonnene Wahlkreise von 70).

### Punjab
Aam Aadmi Party (AAP)

Kongresspartei (INC)

Bharatiya Janata Party (BJP)

Shiromani Akali Dal (SAD)

Lok Insaaf Party

Bei der Parlamentswahl im Punjab am 4. Februar 2017 gewann die AAP 20 von 117 Wahlkreisen. Sie blieb damit in der Opposition und die Regierung des Punjab wurde von der Kongresspartei als Wahlsiegerin gebildet.
Bei der folgenden Parlamentswahl im Punjab am 20. Februar 2022 gewann die AAP in einem regelrechten Erdrutschsieg eine Dreiviertelmehrheit der Parlamentsmandate und wurde mit 42 % der Wählerstimmen die mit Abstand stimmenstärkste Partei im Bundesstaat. Der Wahlsieg der AAP war zum einen durch innerparteiliche Streitigkeiten in der Kongresspartei, die wenige Monate vor der Wahl öffentlich ausgebrochen und ausgetragen worden waren und zum Rücktritt und späteren Parteiaustritt des Chief Ministers Amarinder Singh geführt hatten, begünstigt worden. Zum anderen war die Wahl durch eine weit verbreitete Unzufriedenheit der Wähler mit den „etablierten Parteien“ (insbesondere der Kongresspartei und der Shiromani Akali Dal), denen ein Nichteinhalten der Wahlversprechen zum Vorwurf gemacht wurde, gekennzeichnet.

### Gujarat
Bei der Wahl zum Parlament von Gujarat am 1. und 5. Dezember 2022 schnitt die AAP überraschend stark ab. Sie gewann 12,9 % der Stimmen und fünf Wahlkreismandate. Wahlsiegerin blieb die BJP.